# Mellowdrone
Mellowdrone är ett amerikanskt musikprojekt som grundades under 1990-talet av Jonathan Bates. Musikstilarna varierar från soul, hardcore, indierock till elektronisk musik.

## Bandmedlemmar
Nuvarande medlemmar
- Jonathan Bates – sång, gitarr
- Tony DeMatteo – gitarr
- Brian Borg – trummor

Tidigare medlemmar
- Cami Gutierrez – basgitarr, keyboard, sång
- Greg Griffith – basgitarr
- Scott Ellis – trummor

## Diskografi
Studioalbum
- 2004 – Go Get 'Em Tiger
- 2006 – Box
- 2009 – Angry Bear

EP
- 1999 – ...Boredom Never Sounded so Sweet
- 2001 – Glassblower
- 2003 – A Demonstration of Intellectual Property
- 2008 – Maquina

Singlar
- 2006 – "Oh My"
- 2018 – "I Don't Believe It" / "Way Out"